# Acrobasis centunculella
Acrobasis centunculella is een vlinder uit de familie snuitmotten (Pyralidae). De wetenschappelijke naam is voor het eerst geldig gepubliceerd in 1859 door Mann.
De soort komt voor in Europa.